# Across the Atlantic
Pour plus de détails, voir Fiche technique et Distribution.
Across the Atlantic est un film perdu américain réalisé par Howard Bretherton et sorti en 1928. Il est à noter que ce film a été inspiré et produit après la traversée de l'Atlantique de Charles Lindbergh l'année précédente (1927).

## Synopsis
Deux frères, Hugh et Dan Clayton, sont amoureux de la secrétaire de leur père, Phyllis Jones. Elle choisit Hugh et ils se marient, avant qu'il ne parte en guerre en tant que pilote. Abattu en France, il perd la mémoire et devient un vagabond. Huit ans plus tard, Phyllis, résignée à son sort, promet d'épouser Dan après une visite à l'endroit en France où Hugh a été vu pour la dernière fois.
Pendant ce temps, Hugh, de retour en Amérique, travaille pour son père dans la compagnie aéronautique Clayton. Alors qu'il teste un avion, sa mémoire revient. Il s'écrase et est emmené dans un asile en raison de ses déclarations indiquant qu'il est le fils de John Clayton.
Hugh s'échappe de l'asile, vole un avion transatlantique expérimental et l'emmène à Paris pour retrouver sa famille.

## Fiche technique
- Réalisation : Howard Bretherton
- Scénario : Harvey Gates, d'après une histoire de John Ransom
- Photographie : Barney McGill
- Production : Warner Bros.
- Distributeur : Warner Bros.
- Format : sonore synchronisé[1], intertitres en anglais.
- Durée : 60 minutes
- Date de sortie :
  - États-Unis : 25 février 1928

## Distribution

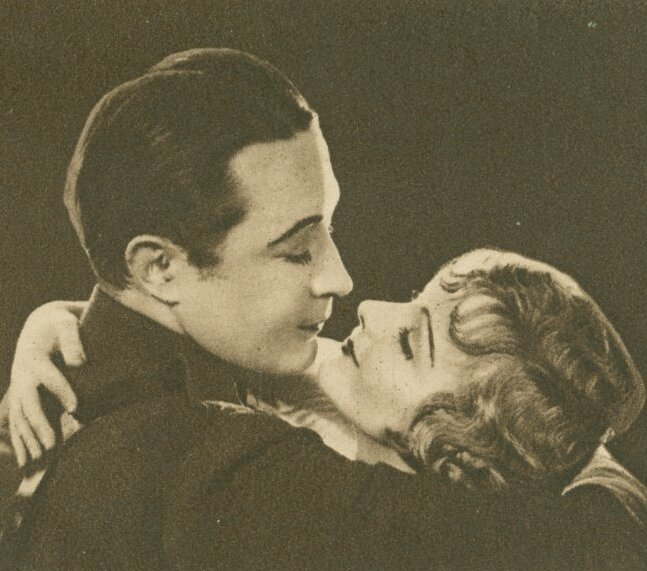
Monte Blue et Edna Murphy.

- Monte Blue : Hugh Clayton
- Edna Murphy : Phyllis Jones
- Burr McIntosh : John Clayton
- Robert Ober : Dan Clayton
- Irene Rich : rôle inconnu

## Production
Across the Atlantic est un film muet, mais Warner Bros y a ajouté avec le procédé Vitaphone une bande son musicale et des bruitages, mais pas de dialogues.